# 승상사직
승상사직(丞相司直)이란, 중국 전한 ~ 후한 시기의 관직으로, 줄여서 사직이라고도 부른다. 승상부에 속하여 관료의 감찰을 맡았으며, 관질은 비이천석이었다.

## 개요
전한 무제 때인 원수 5년(기원전 118년)에 처음으로 설치되었다. 관료의 감찰 및 탄핵을 맡았는데, 역시 감찰관인 사례교위를 감찰할 권한을 갖고 있었고, 서열도 사례교위보다 높았다.
애제 때인 원수 2년(기원전 1년), 승상이 대사도로 개칭되면서 승상사직 또한 대사도사직으로 개칭되었다. 대사도사직은 왕망이 전한의 뒤를 이어 신나라를 건국한 후에도 그대로 이어졌다.
경시 정권 및 후한 때에도 명맥을 이었으나, 후한 광무제가 건무 18년(42년)에 폐지하였다.
이후 헌제 때인 건안 8년(203년)에 부활하였으나 사도에 속하지 않았고, 중앙정부의 관리들을 감찰하였다. 구체적인 기록은 없으나, 조조의 사공사직 두기·역시 조조의 승상사직 위황의 사례가 발견되는 것으로 보아 조조의 사공·승상 취임에 맞추어 거기에 소속된 것으로 보인다.
조위 건국 이후로, 사직은 보이지 않는다.

## 출전
- 반고, 《한서》 권19상 백관공경표 상·권84 적방진전
- 진수, 《삼국지》 권16 임소두정창전
- 사마표, 《속한서》 백관지 1
- 범엽, 《후한서》 권9 효헌제기